# Corinne Allal

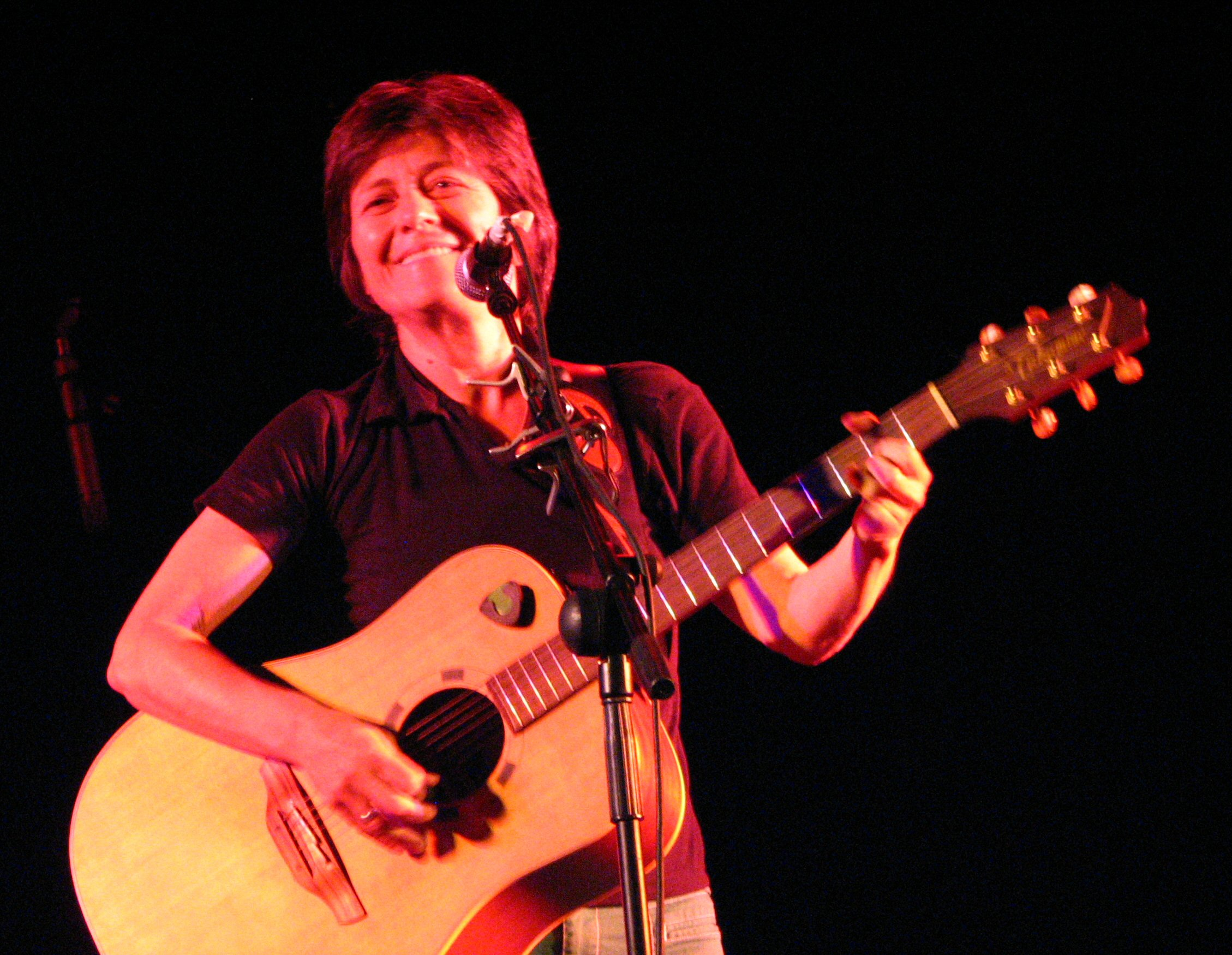
Corinne Allal (Juni 2006)

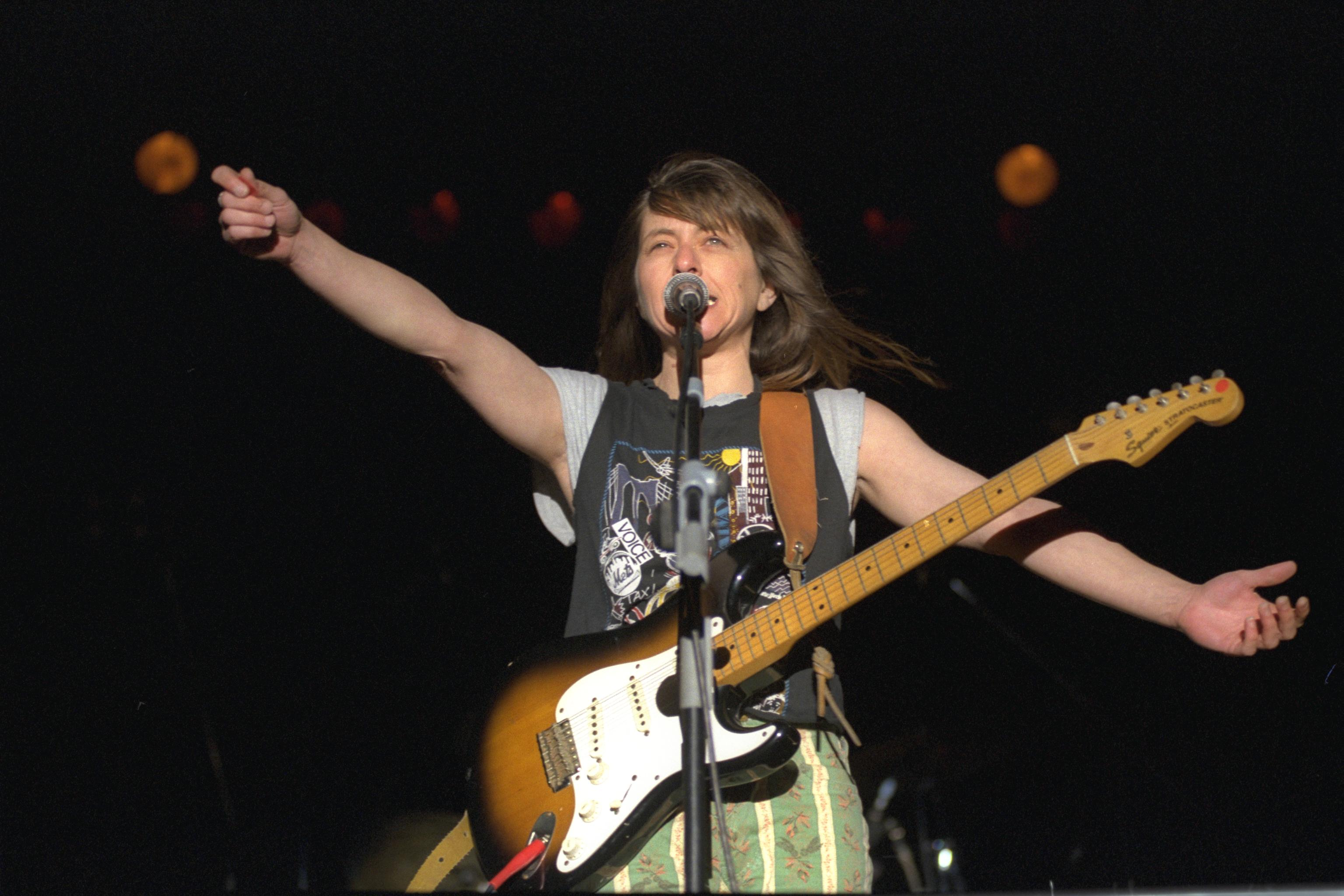
Corinne Allal (März 1992)

Corinne Allal (hebräisch קורין אלאל‎; * 15. März 1955 in Tunis, Tunesien; † 11. Dezember 2024) war eine israelische Rock-Musikerin und Musikproduzentin.

## Leben und Karriere
Corinne Allal wurde in Tunesien geboren und wanderte im Alter von 8 Jahren nach Israel ein. Während ihres Militärdienstes spielte sie in verschiedenen Bands der israelischen Armee (lehaqot tzvayiot), unter anderem mit Jehudit Ravitz. In den 1970er-Jahren trat sie vor allem als Gitarristin auf. Ihr erstes Album veröffentlichte sie 1984. Kommerziellen Erfolg hatten in Israel die Alben „Antarktika“ (1989), „Sfat imi“ (Muttersprache, 1990) und „Zan nadir“ (Eine seltsame Art, 1992), das von Jehudit Ravitz produziert wurde. Sie veröffentlichte insgesamt 15 Alben, zuletzt eines im Jahr 2017.
2003 wurde sie mit dem Preis der israelischen Gesellschaft der Komponisten und Musikproduzenten (AKUM) ausgezeichnet. Auch wenn Allal als links galt und offen lesbisch lebte, ist ihre Musik, insbesondere das Lied Ein li eretz acheret (dt.: Ich habe kein anderes Land) auch unter konservativen und/oder religiösen Aktivisten sehr populär.
Corinne Allal lebte jahrelang in einer Beziehung mit einer Frau; die beiden heirateten im Jahr 2014 und hatten zwei Kinder.
Sie starb am 11. Dezember 2024 im Alter von 69 Jahren an den Folgen von Bauchspeicheldrüsenkrebs, zwei Jahre nach Bekanntwerden der Krankheit.

## Diskografie

### Singles (Auswahl)
- 1989: שיר לשירה
- 1989: אנטארקטיקה
- 1992: זן נדיר
- 1997: כשזה עמוק